# Saint-Cuthbert
Saint-Cuthbert är en kommun i provinsen Québec i Kanada. Den ligger i regionen Lanaudière, i den sydöstra delen av landet, 210 km öster om huvudstaden Ottawa.